# Mikropenis
Mikropenis är en abnormt liten penis med full funktion. Det har föreslagits att mikropenis bör definieras som en penis kortare än 2,5 standardavvikelser från medellängden. Tillståndet beror oftast på en defekt i hypotalamus-hypofys-könskörtel-systemet, även om iatrogena orsaker ibland också rapporteras. Behandling involverar framförallt testosteron, antingen genom att försöka få igång patientens egen produktion eller genom intag.